# Алимэнеску, Эуджен
Эуджен Алимэнеску (рум. Eugen Alimănescu; 27 июля 1916, Слатина — Королевство Румыния — 1958, предположительно Зимнича, Румынская Народная Республика) — румынский офицер правоохранительных органов, комиссар королевской полиции, майор коммунистической милиции. Был известен как выдающийся оперативник, ликвидировал ряд опасных преступников и криминальных группировок. Отличался особой жестокостью, практиковал бессудные убийства и пытки, участвовал в политических репрессиях. Арестован и осуждён по обвинениям в злоупотреблении властью. Послужил прообразом комиссара Миклована.

## Фронт и орден
Родился в рабочей семье. Окончил начальную школу. В юности работал чернорабочим-подсобником в Дрэгэшани. Прослушал курсы бухгалтерского учёта в Оршове. В 1936 двадцатилетний Эуджен Алимэнеску стал кооперативным служащим в Бухаресте. В 1938 мобилизован в войска связи. В 1941—1943 служил на Восточном фронте, был награждён орденом Virtutea Militară. Впоследствии отмечалось, что боевая награда резко повысила самооценку Алимэнеску и этим определила его дальнейшую биографию.
Вернувшись в Румынию, Эуджен Алимэнеску работал бухгалтером, затем в звании ефрейтора вновь призван в армию. Поддержал румынский переворот 23 августа 1944 и советскую оккупацию. Вступил в Румынскую коммунистическую партию (РКП). Был принят новыми властями на службу в полицейскую префектуру Бухареста. Начав с рядового, Алимэнеску быстро дослужился до комиссара полиции.

## Комиссар и майор

### «Румынский Несс»
Середина 1940-х запомнилась в Румынии как период криминального разгула. В послевоенном Бухаресте свирепствовали банды грабителей и хулиганов, процветали рэкет и контрабанда. Преступники в изобилии располагали оружием, многие из них имели военный опыт. Встречались в бандах и недавние немецкие солдаты (бывшие бойцы дивизии Дирливангера, укомплектованной из уголовников), и советские военные из оккупационного контингента (уголовники-румыны тоже нередко одевались в советскую военную форму). Вечерний выход на улицу был сопряжён для бухарестца с риском для жизни.
Энергичный и харизматичный Алимэнеску отличался авантюрным характером и тоже был не чужд коррумпированности. Он, однако, сделал ставку на служебную карьеру. Алимэнеску сформировал опергруппу из двадцати двух лично преданных ему людей и возглавил 4-ю бригаду префектуры — по борьбе с бандитизмом. Подразделение Алимэнеску получило название Fulger — Молния. Создание этой структуры завизировал министр внутренних дел и член Политбюро ЦК РКП Теохари Джорджеску. С 1949 — после отречения короля Михая и провозглашения РНР под властью РКП — Алимэнеску изменил формальный статус: из полицейского стал сотрудником милиции, вместо комиссарского звания получил чин майора. Возглавляя одну из милицейских бригад, он находился на прямой связи с министром Джорджеску и начальником Главного управления милиции генералом Павлом Кристеску.
Действия «Fulger» отличались высокой эффективностью и чрезвычайной жёсткостью. В операциях Эуджен Алимэнеску участвовал лично, демонстрировал сноровку и бесстрашие. На его личном счету числились около тысячи обезвреженных. Обзавёлся сетью информаторов и деловых партнёров в криминальной среде. Для получения информации использовал полевое наблюдение, многочисленных осведомителей, физическое воздействие на допросах. Успешно вычислял местонахождение разыскиваемых. При задержаниях старался провоцировать на применение оружия — чтобы убить на месте. Предпочтительной целью для него являлся не арест, а уничтожение преступников.
Часто Алимэнеску сопровождали на выездах журналисты. В газетах появлялись фотографии комиссара над трупами бандитов. Заметки в криминальную хронику писал и сам Алимэнеску. Он целенаправленно создавал свой внешний имидж — неизменно в светлом пальто, с автоматом в руках и двумя револьверами за поясом. Был прозван Румынский Элиот Несс.

### «Железный комиссар»
Комиссар Алимэнеску ликвидировал несколько особо опасных ОПГ, терроризировавших Бухарест. Оперативные мероприятия «Fulger» сравнивались с уличными боями. Были зачищены крупнейшие банды Петре Зильбершмида, Гики Чока, Санду Мойсе. Алимэнеску собственноручно захватил серийного убийцу Янку Берилэ. Многие преступники старались покинуть Бухарест, но Алимэнеску мобильно передвигался по стране, настигая намеченных к ликвидации.
В столице Эуджен Алимэнеску был чрезвычайно популярен — как «человек, вернувший спокойствие». Получил новое прозвище — Железный Комиссар. В то же время Алимэнеску был известен крайней жестокостью и циничным пренебрежением всеми правовыми нормами. Его кабинет был оборудован как камера пыток и постоянно залит кровью. Известны случаи изнасилований — издевательствами над гёрлфрендз он оказывал психологическое давление на скрывающихся преступников.
Самой известной операцией Алимэнеску стала ликвидация банды, совершившей крупнейшее ограбление в истории Румынии. Главари банды Флорикэ Войнеску и Константин Каиро были личными друзьями министра внутренних дел Джорджеску, членами РКП и сотрудниками полиции. В конце 1945 они ограбили отделение Национального банка в Брашове, взяв сумму, эквивалентную миллиону долларов и триста золотых слитков. Алимэнеску сумел захватить обоих в засаде. Чтобы не попасть в его руки, Войнеску и Каиро застрелили друг друга.

### Помощник Секуритате
В систему МВД входила не только милиция, но и госбезопасность — Секуритате. Милиция занималась в основном уголовной преступностью и поддержанием порядка, но использовалась также как орган политических репрессий. Комиссар Алимэнеску привлекался в помощь Секуритате. В 1949 он разыскал и арестовал Германа Пынтю. Направлялся на подавление антикоммунистического партизанского движения. Участвовал в ликвидациях повстанческих отрядов Тома Арнэуцою, Николае Дабижи, Иона Уцэ. Методы Алимэнеску оставались прежними — тщательные выслеживания, вербовка осведомителей, произвольные убийства, жесточайшие пытки на допросах.
В начале 1949 Теохари Джорджеску провёл в МВД закрытое совещание с участием своего заместителя Марина Жьяну, начальника Секуритате Георге Пинтилие и его заместителя Александра Никольского. Было принято решение о бессудных тюремных убийствах партизан, получивших сроки свыше пятнадцати лет. (Официально они не приговаривались к смертной казни из внешнеполитических имиджевых соображений.) Исполнение этого приказа Жьяну поручил Алимэнеску, причём Джорджеску посчитал его наиболее подходящим для такого задания.
Тайные убийства оформлялись как «пресечение попытки к бегству». Алимэнеску руководил милицейской ликвидационной командой в тюрьмах Тимишоары, Клужа, Лугожа, Питешти, Жилавы. Экзекуциям подверглись шесть заключённых из банатского отряда Спиру Блэнару, восемь из банатского отряда Иона Уцэ, тринадцать из трансильванского отряда Николае Дабижи, тридцать из добруджанского отряда Гогу Пую. Многие из них не участвовали в боях и именно поэтому не были расстреляны по официальным приговорам.

## Арест и смерть
Силовой ресурс Эуджена Алимэнеску, его влияние и популярность вызывали беспокойство в партийном аппарате. Было также известно, что значительную часть изъятых у преступников ценностей он использовал для собственного контрабандистского бизнеса. Свою значимость для карательного аппарата и массовую популярность Алимэнеску полагал гарантией от репрессий, но просчитался в этом. Кроме того, министр Джорджеску не простил и не стерпел ликвидации друзей юности.
Повод для расправы представился в июле 1950. Расследовав ограбление богатой квартиры в Синае, Алимэнеску по обыкновению расстрелял грабителей на месте. Они оказались советскими офицерами. Весной 1951 на милицейском парткоме обсудили персональное дело. Эуджен Алимэнеску был исключён из РКП «за многочисленные злоупотребления». Стенограмма заседания свидетельствует о неподдельном страхе парткома перед исключаемым товарищем. 9 ноября 1951 Алимэнеску был арестован Секуритате и отправлен в трудовой лагерь по обвинению в убийстве.
Дальнейшая судьба «Железного комиссара» доподлинно неизвестна. В 1952 его видели заключённым на канале Дунай — Чёрное море. Другие заключённые пытались линчевать Алимэнеску, но администрация и конвой позаботились о его выживании. В 1954 Алимэнеску был на воле, заведовал табачной лавкой в Бухаресте. Власти жёстко изолировали Алимэнеску, лишив его прежних связей, влияния и популярности. Вскоре он был вновь арестован — теперь по обвинению в растрате.
Свидетельство о смерти Эуджена Алимэнеску датировано 1958. Точная дата и обстоятельства не оглашались. Существует версия, что он был убит при конвоировании из Бухареста в Зимничу.

## Кинообраз
Эуджен Алимэнеску послужил для кинорежиссёра Серджиу Николаеску прообразом комиссара полиции Тудора Миклована. В сыскном таланте, оперативных навыках и личной храбрости Миклован вполне соответствует Алимэнеску. Однако Миклован не проявляет избыточной жестокости, не нарушает законов, не состоит в РКП и не участвует в политических репрессиях.
Комментаторы нередко упрекают Николаеску в том, что кровавый убийца, линчеватель и костолом Алимэнеску показан в киносериале мужественным героем Миклованом. В то же время Алимэнеску запомнился не только как преступник, но и как ас сыскного дела, успешный борец с криминалом, вызывавший опасения правящей компартии.